# Сталь (Мелець)
«Сталь Ме́лець» (пол. Stal Mielec) — професійний польський футбольний клуб з міста Мелець.

## Історія
Колишні назви:
- 1939: КС ПЗЛ Мелець (пол. KS [Klub Sportowy] PZL Mielec)
- 1945: РКС ПЗЛ Зрив Мелець (пол. RKS [Robotniczy Klub Sportowy] PZL Zryw Mielec)
- 1948: ЗКСМ ПЗЛ Мелець (пол. ZKSM [Związkowy Klub Sportowy Metalowców] PZL Mielec)
- 1949: ЗКС Сталь Мелець (пол. ZKS [Związkowy Klub Sportowy] Stal Mielec)
- 1950: КС Сталь при Виробництві Пристроїв Комунікаційних Мелець (пол. KS [Koło Sportowe] Stal przy Wytwórni Sprzętu Komunikacyjnego Mielec)
- 1957: ФКС Сталь Мелець (пол. FKS [Fabryczny Klub Sportowy] Stal Mielec)
- 1977: ФКС ПЗЛ Сталь Мелець (пол. FKS PZL Stal Mielec)
- 1995: АСПН ФКС ПЗЛ Сталь Мелець (пол. ASPN [Autonomiczna Sekcja Piłki Nożnej] FKS PZL Stal Mielec)
- 1997: МКП Сталь Мелець (пол. MKP [Mielecki Klub Piłkarski] Stal Mielec)
- 1998: МКП Лобо Сталь Мелець (пол. MKP Lobo Stal Mielec)
- 1999: МКП Сталь Мелець (пол. MKP Stal Mielec)
- 2000: КС Сталь Мелець (пол. KS [Klub Sportowy] Stal Mielec)
- 2003: КС ФКС Сталь Мелець (пол. KS [Klub Sportowy] FKS Stal Mielec)

У 1939 році був організований спортивний клуб, який отримав назву «„ПЗЛ“ Мелець». У клубі діяла секція волейболу та футболу. Після закінчення Другої світової війни у 1945 року клуб відновив діяльність з назвою «Зрив Мелець». У 1948 рішенням польських влад багато клубів розформовано і організовано галузеві клуби на зразок радянських команд. «Зрив» був приписаний до металургійної промисловості і перейменований на «ПЗЛ Мелець», а у наступному році на «Сталь Мелець». 
У 1957 році отримав свою сучасну назву «ФКС Сталь Мелець». У 1961 році клуб авансував до І ліги, але вже у наступному році попрощався з нею. У 1970 році повернувся до найвищої ліги, а вже у 1973 році здобув чемпіонство і дебютував в європейських турнірах. У 1976 році команда дійшла до фіналу  Кубку Польщі і вдруге стала чемпіоном. У 1983 році знову понизився у класі, потім виступав ще у найвищій лізі у 1985-1987 р.р. і 1988-1996 р.р.
У 1998 у назві клубу була додана назва спонсору Лобо. Але невдовзі повернув свою назву.

## Титули та досягнення
- Чемпіонат Польщі:
  - Чемпіон (2): 1973, 1976
  - Срібний призер (1): 1975
  - Бронзовий призер (3): 1974, 1979, 1982

- Кубок Польщі:
  - Фіналіст (1): 1976

- [[Файл:|16px]] Кубок УЄФА/Ліга УЄФА:
  - 1/4 фіналу: 1975/1976

- Кубок Інтертото:
  - 1 місце у групі: 1971